# Mustalampi (sjö i Finland, Mellersta Finland)
Mustalampi är en sjö i Finland. Den ligger i kommunen Kyyjärvi i landskapet Mellersta Finland, i den centrala delen av landet, 300 km norr om huvudstaden Helsingfors. Mustalampi ligger 207 meter över havet. I omgivningarna runt Mustalampi växer i huvudsak blandskog. Den är 2,5 meter djup. Arean är 8,5 hektar och strandlinjen är 1,39 kilometer lång. Sjön  ingår i Kymmene älvs huvudavrinningsområde. 